# Lucas Jade Zumann
Lucas Jade Zumann  (Chicago, Illinois; 12 de diciembre de 2000) es un actor y piloto de aviación estadounidense. Interpretó a Milo en la película de terror Sinister 2, a Jamie Fields en la película de comedia y drama independiente 20th Century Women, a James en Dr birds y a Gilbert Blythe en la serie de Netflix Anne with an E.

## Vida personal
Lucas Jade Zumann nació en el barrio de Rogers Park en Chicago, Illinois, y es el mayor de cuatro hermanos. Es judío y asistió a la escuela hebrea. Luego, en quinto grado, se mudó a la Escuela Waldorf de Chicago hasta el octavo grado, y regresó nuevamente para el duodécimo grado.
Estudió para ser piloto privado en su ciudad natal Chicago donde finalmente obtuvo su licencia.

## Carrera
Fue descubierto por un agente de talento cuando audicionaba para un concurso talentos de Disney en Chicago. Su primer papel fue en el musical Oliver. Hizo un cameo la serie de Netflix Sense8.
El primer gran papel de Zumann fue en la película de terror Sinister 2, interpretando a Milo. También se notó al interpretar al personaje Jamie Fields, en Mujeres del siglo XX, nominadas al Oscar, junto a Elle Fanning, Billy Crudup, Greta Gerwig y Annette Bening. Ahora es conocido mundialmente como Gilbert Blythe en la serie canadiense de CBC/Netflix Anne with a "E", y también interpretó a Nathan Daldry en la película para adolescentes de comedia romántica Every Day (2018).

## Filmografía

### Películas
| Año  | Título                          | Rol           | Notas |
| ---- | ------------------------------- | ------------- | ----- |
| 2015 | Siniestro 2                     | Milo          |       |
| 2016 | Paseo de emoción                | Henry Perry   |       |
| 2016 | 20th Century Women              | Jamie Fields  |       |
| 2018 | Cada día                        | Nathan Daldry |       |
| 2019 | To the Stars                    | Jeff Owings   |       |
| 2020 | Dr. Bird's Advice for Sad Poets | James Whitman |       |
| 2025 | No Address                      | Jimmy         |       |

### Series
| Año       | Título           | Rol            | Notas                                          |
| --------- | ---------------- | -------------- | ---------------------------------------------- |
| 2015      | Sense8           | Punk #2        | Episodio: "La muerte no te permite despedirte" |
| 2016      | Fuego de Chicago | Lucas Hicks    | 2 episodios                                    |
| 2017–2019 | Anne with an E   | Gilbert Blythe | 25 episodios                                   |